# Tollin/Robbins Productions
Tollin/Robbins Productions är ett amerikanskt bolag, inriktat på tv- och filmproduktion.

## Produktioner

### TV
| År             | Titel                 | Kanal           |
| -------------- | --------------------- | --------------- |
| 1994 - 2005    | All That              | Nickelodeon     |
| 1996 - 2000    | Kenan and Kel         | Nickelodeon     |
| 1998 - 2001    | Cousin Skeeter        | Nickelodeon     |
| 1999 - 2002    | The Amanda Show       | Nickelodeon     |
| 2000           | Hype                  | The WB          |
| 2001 - Present | Smallville            | The WB / The CW |
| 2001 - 2002    | The Nightmare Room    | Kids WB         |
| 2002 - 2003    | The Nick Cannon Show  | Nickelodeon     |
| 2002 - 2003    | Slamball              | TNN / Spike TV  |
| 2002 - 2006    | What I Like About You | The WB          |
| 2002 - 2003    | Birds of Prey         | The WB          |
| 2003 - 2004    | I'm With Her          | ABC             |
| 2003 - Present | One Tree Hill         | The WB / The CW |
| 2004           | The Days              | ABC             |
| 2005           | Global Frequency      | The WB          |
| 2005           | Inconceivable         | NBC             |
| 2006           | Crumbs                | ABC             |
| 2006           | Bonds on Bonds        | ESPN            |
| 2007           | The Bronx is Burning  | ESPN            |

### Film
| År   | Titel                             |
| ---- | --------------------------------- |
| 1993 | Hardwood Dreams                   |
| 1995 | The Show                          |
| 1995 | Hank Aaron: Chasing the Dream     |
| 1997 | Good Burger                       |
| 2000 | Ready to Rumble                   |
| 2001 | Summer Catch                      |
| 2001 | Hard Ball                         |
| 2002 | Big Fat Liar                      |
| 2003 | Radio                             |
| 2004 | The Perfect Score                 |
| 2005 | Coach Carter                      |
| 2005 | Dreamer: Inspired by a True Story |
| 2007 | Norbit                            |
| 2007 | Wild Hogs                         |